# Thomas Bayes
Thomas Bayes (Londres, Inglaterra, ~1701-Tunbridge Wells, 17 de abril de 1761) fue un matemático británico y ministro presbiteriano. Su obra más conocida es el Teorema de Bayes.

## Biografía
Estudió el problema de la determinación de la probabilidad de las causas a través de los efectos observados. El teorema que lleva su nombre se refiere a la probabilidad de un suceso condicionado por la ocurrencia de otro suceso. Más específicamente, con su teorema se resuelve el problema conocido como «de la probabilidad inversa». Esto es, valorar probabilísticamente las posibles condiciones que rigen supuesto que se ha observado cierto suceso. Se trata de probabilidad «inversa» en el sentido de que la «directa» sería la probabilidad de observar algo supuesto que rigen ciertas condiciones. Los cultores de la inferencia bayesiana (basada en dicho teorema) afirman que la trascendencia de la probabilidad inversa reside en que es ella la que realmente interesa a la ciencia, dado que procura sacar conclusiones generales (enunciar leyes) a partir de lo objetivamente observado, y no viceversa.
Miembro de la Royal Society desde 1742, Bayes fue uno de los primeros en utilizar la probabilidad inductivamente y establecer una base matemática para la inferencia probabilística.
Los restos de Bayes descansan en el cementerio londinense de Bunhill Fields. La traducción de la inscripción en su tumba es «Reverendo Thomas Bayes. Hijo de los conocidos Joshua y Ann Bayes. 7 de abril de 1761». En reconocimiento al importante trabajo que realizó Thomas Bayes en materia de probabilidades, su tumba fue restaurada en 1969 con donativos realizados por estadísticos de todo el mundo.
Actualmente, con base en su obra, se ha desarrollado una poderosa teoría que ha conseguido notables aplicaciones en las más diversas áreas del conocimiento. Especial connotación han tenido los sistemas para detección de spam en el ambiente de Internet. En el campo sanitario, el enfoque de la inferencia bayesiana experimenta un desarrollo sostenido, especialmente en lo que concierne al análisis de ensayos clínicos, donde dicho enfoque ha venido interesando de manera creciente a las agencias reguladoras de los medicamentos, tales como la norteamericana FDA (Food and Drug Administration).

## Trabajos publicados
- Divine Providence and Government Is the Happiness of His Creatures[3] (1731)
- An Introduction to the Doctrine of Fluxions, and a Defence of The Analyst[4] (1736)
- En 1763, dos años después de su muerte, se publica Essay Towards Solving a Problem in the Doctrine of Chances, en el que trataba el problema de las causas a través de los efectos observados, y donde se enuncia el teorema que lleva su nombre. El trabajo fue entregado a la Royal Society por Richard Price y es la base de la inferencia bayesiana.